# Garzau-Garzin
Garzau-Garzin là một đô thị ở huyện Märkisch-Oderland, bang Brandenburg, Đức. Đô thị này có diện tích 26,08 km², dân số thời điểm 31 tháng 12 năm 2006 là 511 người.